# 에두아르 발라뒤르
에두아르 발라뒤르(프랑스어: Édouard Balladur, 1929년 5월 2일 ~ )는 프랑스의 우익 정치인이다. 1993년 3월 29일부터 1995년 5월 10일까지 제2차 동거 정부 (Cohabitation)의 프랑수아 미테랑 대통령 아래서 총리를 지냈다.

## 생애
발라뒤르는 튀르키예 이즈미르의 아르메니아계 가정에서 태어났다. 그의 가족은 1935년에 다섯 명의 아이들을 데리고 마르세유로 이주했다. 1957년에, 발라뒤르는 마리조제프 들라쿠르(Marie-Josèphe Delacour)와 결혼해 네 명의 아들을 낳았다.
발라뒤르는 당시 총리였던 조르주 퐁피두의 자문역으로 1964년부터 일을 시작했다. 퐁피두가 프랑스의 대통령으로 1969년에 당선되자, 발라뒤르는 대통령의 부비서실장으로 발탁되었으며, 1973년부터 퐁피두가 서거하는 1974년까지 비서실장의 직무를 수행했다.
1980년대에는 자크 시라크와 함께 정계로 돌아와 신 드 골 주의 정당인 공화국연합에 참가하며 동거 정부의 이론적 배경을 마련했다. 동거 정부의 개념을 설명하면서 그는 만약 우파가 의회 선거에서 승리한다면, 사회주의 계열의 대통령인 프랑수아 미테랑의 사임없이 집권할 수 있을 것이라고 말했다고 전해진다. (실제로 그의 예상은 적중하여 1986년부터 1988년까지 미테랑과 시라크가 동거 정부를 구성한 바 있다.) 재정경제산업 장관이 된 이후에는, 다수의 공기업을 사영화하고 부유세를 없애, 자크 시라크가 이끄는 내각의 '비공식적 부총리'란 말을 듣기도 했다. 이후 시라크와 공화국연합이 기존의 드 골 주의적 기조 대신 자유주의와 친유럽주의를 도입하는 데 결정적 역할을 하였다. 시라크가 1988년의 대선에서 패배하자, 공화국연합의 일부 세력은 발라뒤르에게 당이 드 골 주의적 기조를 버리게 한 책임을 물었지만, 그에 대한 시라크의 신뢰는 변함이 없었다.
1993년의 의회선거에서 패배한 프랑수아 미테랑 대통령은 다시 동거 정부를 구성하였으나, 시라크는 이에 대한 참여를 거절하여 대신 에두아르 발라뒤르가 총리직에 오르게 된다. 발라뒤르는 어려운 경제상황에 마주해야 했으나, 기존 동거 정부가 보인 패착을 잇고 싶지는 않아 했다. 청년들에게 최저 임금을 밑도는 임금을 줄 수 있는 법안을 상정하는 등 자유주의적 경제정책을 내놓는 한편으로 사회당이 1988년에 다시 입안한 부유세에 대해서는 문제삼지 않는 등, 성향이 다른 대통령과 적절한 정치적 타협을 찾으려고 했던 것이다. 이후 부패 스캔들에 연루되어 사임을 강요당하는 등 곤욕을 치르긴 했으나, 여전히 그는 언론에 영향력이 있는 인물이었다. 이에 우파 진영의 정치인들 대다수가 1995년의 대선에서 발라뒤르를 지지한 바 있다.
발라뒤르가 입후보를 선언하던 때만 하더라도 그는 대중의 지지를 많이 받고 있었다. 당시 여론 조사에서 발라뒤르는 시라크를 거의 20% 차 이상으로 압도하고 있었다. 하지만 시라크가 발라뒤르의 집권 구상이 별게 없다며 집요하게 물고 늘어지자, 둘의 차이는 곧 줄어들었다. 결국 1차 투표에서 18.6% 밖에 얻지 못한 발라뒤르는 2차 투표에 오르지 못했다. 1차 투표 이후 시라크가 "30년 우정"을 들먹이긴 했지만, 이 경험은 둘 사이의 관계를 냉랭하게 하는 계기가 되었다. 이에 시라크의 당선 이후, 니콜라 사르코지와 같은 발라뒤르 지지자들 중 다수는 새 시라크 정부에게 소외되기도 했다.
발라뒤르가 1998년의 일 드 프랑스 레지옹의 지방선거에서 패배하자, 2001년 공화국연합은 그를 파리 시장 후보로 선출하는 한편, 2002년에는 프랑스의 하원인 프랑스 국민의회의 의장직을 맡기기도 했다. 발라뒤르는 하원의원 임기 말에는 국민의회의 외교통상위원회의 위원장직을 맡기도 했다. 1980년대부터 발라뒤르는 우파 진영의 단결해 하나의 당으로 흡수 통합되는데에 기여한 바 있다. 시라크는 이에 착안해 2002년, 대중운동연합을 창설하기도 한다.
2007년, 니콜라 사르코지는 대선에서 승리하자 발라뒤르를 개헌위원회의 위원장에 위촉한다. 개헌은 2008년 7월 현재 하원에서 진행 중이다.

## 르완다 대학살
2008년 8월 5일, 르완다 정부는 에두아르 발라뒤르가 8십여 만명의 죽음을 불러온 1994년의 르완다 대학살에 연루되었다는 보고서를 출간했다. 이 보고서에서, 발라뒤르와 다른 프랑스 공직자들은 소수 민족이었던 투치족과 후투족 온건파를 참혹하게 살해한 후투족에게 정치적, 군사적, 외교적, 법적 도움을 주었다는 이유로 고발되었다.

## 역대 선거 결과
| 선거명      | 직책명                     | 대수 | 정당         | 1차 득표율 | 1차 득표수  | 2차 득표율 | 2차 득표수 | 결과 | 당락                  |
| ----------- | -------------------------- | ---- | ------------ | ---------- | ----------- | ---------- | ---------- | ---- | --------------------- |
| 1986년 선거 | 하원의원 (파리 선거구)     | 8대  | 공화국연합   | 35.01%     | 321,459표   |            |            | 1위  | 파리 주 하원의원 당선 |
| 1988년 선거 | 하원의원 (파리 제12선거구) | 9대  | 공화국연합   | 57.25%     | 24,286표    |            |            | 1위  | 파리 주 하원의원 당선 |
| 1993년 선거 | 하원의원 (파리 제12선거구) | 10대 | 공화국연합   | 58.00%     | 24,478표    |            |            | 1위  | 파리 주 하원의원 당선 |
| 1995년 선거 | 대통령                     | 22대 | 공화국연합   | 18.58%     | 5,658,796표 |            |            | 3위  | 낙선                  |
| 1997년 선거 | 하원의원 (파리 제12선거구) | 11대 | 공화국연합   | 49.34%     | 19,175표    | 65.21%     | 25,575표   | 1위  | 파리 주 하원의원 당선 |
| 2002년 선거 | 하원의원 (파리 제12선거구) | 12대 | 대중운동연합 | 54.17%     | 23,661표    |            |            | 1위  | 파리 주 하원의원 당선 |